# Tamanduá-do-norte
O tamanduá-do-norte (nome científico: Tamandua mexicana) é uma espécie de mamífero xenartro pertencente à família dos mirmecofagídeos. Pode ser encontrado no sul do México, na América Central, e no norte dos Andes, na América do Sul.